# Sapromyza laszlopappi
Sapromyza laszlopappi är en tvåvingeart som beskrevs av Merz 2007. Sapromyza laszlopappi ingår i släktet Sapromyza och familjen lövflugor. Inga underarter finns listade i Catalogue of Life.